# Conus riosi
Espèce
Conus riosi est une espèce de mollusques gastéropodes marins de la famille des Conidae.
Comme toutes les espèces du genre Conus, ces escargots sont prédateurs et venimeux. Ils sont capables de « piquer » les humains et doivent donc être manipulés avec précaution, voire pas du tout.

## Description
La longueur de la coquille atteint 40 mm.

## Distribution
Cette espèce marine d'escargot conique est présente au large de la Martinique.

## Taxonomie

### Publication originale
L'espèce Conus riosi a été décrite pour la première fois en 1986 par le malacologiste américain Edward James Petuch (d) dans « Proceedings of the Biological Society of Washington »,.

### Synonymes
- Conus daucus riosi Petuch, 1986 · non accepté
- Conus jacquescolombi (Monnier & Limpalaër, 2016) · non accepté
- Dauciconus daucus riosi (Petuch, 1986) · non accepté
- Dauciconus jacquescolombi Monnier & Limpalaër, 2016 · non accepté
- Dauciconus riosi (Petuch, 1986) · non accepté